# (1608) Muñoz
(1608) Muñoz ist ein Asteroid des Hauptgürtels, der am 1. September 1951 von dem argentinischen Astronomen Miguel Itzigsohn in La Plata entdeckt wurde.
Der Name des Asteroiden erinnert an F. A. Muñoz, einen Assistenten in der Sternwarte La Plata, der jahrelang in die Berechnungen und Beobachtungen von Kleinplaneten involviert war.